# Tirich Mir
Tirich Mir (Khovar / Urdu: ترچ میر) (hay Terich Mir, Terichmir và Turch Mir) là ngọn núi cao nhất trong dãy Hindu Kush và là ngọn núi cao nhất thế giới bên ngoài dãy Himalaya - Karakoram, nằm ở Quận Chitral của Pakistan. Núi này lần đầu tiên được leo vào năm 1950 bởi một đoàn thám hiểm của Na Uy bao gồm Arne Næss, P. Kvernberg, H. Berg và Tony Streather. Tirich Mir có thể nhìn thấy thị trấn Chitral, và có thể dễ dàng được nhìn thấy từ chợ chính.
Làng cuối cùng ở Chitral trước khi đến Tirich Mir là ngôi làng Tirich. Nó nằm ở Mulkow. Những người ở đó nói tiếng Khowar. Các cư dân có thể thuê được làm người khuân vác và người hướng dẫn du lịch và sẽ dẫn những người đi bộ leo lên núi, nhưng đến một điểm nào đó mà họ sẽ không đi nữa.
Người ta tin rằng nguồn gốc của cái tên Tirich Mir là "Vua của Tirich" vì Tirich là tên của một thung lũng bên cạnh thung lũng Mulkhow của Chitral dẫn tới Tirich Mir. Một từ nguyên khác có nguồn gốc từ ngôn ngữ Wakhi. Trong tiếng Wakhi, trich có nghĩa là cái bóng hoặc bóng tối và mir có nghĩa là vua, do đó, Tirich Mir có nghĩa là vua của bóng tối. Nó có thể đã nhận được tên này vì nó tạo ra những bóng dài lên trên Wakhan.

## Khí hậu
Trạm thời tiết 4245m trên mực nước biển nằm trong vùng khí hậu Tundra / núi cao (ET) theo Phân loại khí hậu Köppen. Ở độ cao cụ thể (4245 m asl), chúng ta có thể tìm thấy mùa đông lạnh và mùa hè mát mẻ thường ở trên mức đóng băng. Nhiệt độ trung bình hàng năm là -5,25c, làm trạm này thuộc vào phạm vi đóng băng quanh năm. Nhiệt độ trung bình vào tháng lạnh nhất tháng 1 là -17.5 c và hai tháng nóng nhất là tháng 7 và tháng 8 có nhiệt độ trung bình là 6.5 độ. Nhiệt độ thấp trung bình từ -23c vào tháng Giêng đến 0c vào tháng Bảy và tháng Tám.
Ở độ cao cao gần đỉnh tuy nhiên, người ta có thể tìm thấy khí hậu chỏm băng được đánh dấu bởi không có tháng có nhiệt độ trung bình hàng ngày ở trên mức đóng băng. Ở đây băng và tuyết không bao giờ thực sự tan chảy và nhiệt độ trung bình hàng ngày từ khoảng -35oC vào mùa đông đến -15oC vào mùa hè.
| Dữ liệu khí hậu của Tirich Mir(4235m asl) trung bình (1981–2010) | Dữ liệu khí hậu của Tirich Mir(4235m asl) trung bình (1981–2010) | Dữ liệu khí hậu của Tirich Mir(4235m asl) trung bình (1981–2010) | Dữ liệu khí hậu của Tirich Mir(4235m asl) trung bình (1981–2010) | Dữ liệu khí hậu của Tirich Mir(4235m asl) trung bình (1981–2010) | Dữ liệu khí hậu của Tirich Mir(4235m asl) trung bình (1981–2010) | Dữ liệu khí hậu của Tirich Mir(4235m asl) trung bình (1981–2010) | Dữ liệu khí hậu của Tirich Mir(4235m asl) trung bình (1981–2010) | Dữ liệu khí hậu của Tirich Mir(4235m asl) trung bình (1981–2010) | Dữ liệu khí hậu của Tirich Mir(4235m asl) trung bình (1981–2010) | Dữ liệu khí hậu của Tirich Mir(4235m asl) trung bình (1981–2010) | Dữ liệu khí hậu của Tirich Mir(4235m asl) trung bình (1981–2010) | Dữ liệu khí hậu của Tirich Mir(4235m asl) trung bình (1981–2010) | Dữ liệu khí hậu của Tirich Mir(4235m asl) trung bình (1981–2010) |
| Tháng                                                            | 1                                                                | 2                                                                | 3                                                                | 4                                                                | 5                                                                | 6                                                                | 7                                                                | 8                                                                | 9                                                                | 10                                                               | 11                                                               | 12                                                               | Năm                                                              |
| ---------------------------------------------------------------- | ---------------------------------------------------------------- | ---------------------------------------------------------------- | ---------------------------------------------------------------- | ---------------------------------------------------------------- | ---------------------------------------------------------------- | ---------------------------------------------------------------- | ---------------------------------------------------------------- | ---------------------------------------------------------------- | ---------------------------------------------------------------- | ---------------------------------------------------------------- | ---------------------------------------------------------------- | ---------------------------------------------------------------- | ---------------------------------------------------------------- |
| Trung bình ngày tối đa °C (°F)                                   | −12 (10)                                                         | −11 (12)                                                         | −7 (19)                                                          | −2 (28)                                                          | 3.0 (37.4)                                                       | 9.0 (48.2)                                                       | 13.0 (55.4)                                                      | 13.0 (55.4)                                                      | 9.0 (48.2)                                                       | 0.0 (32.0)                                                       | −6 (21)                                                          | −10 (14)                                                         | −0.08 (31.86)                                                    |
| Trung bình ngày °C (°F)                                          | −17.5 (0.5)                                                      | −16 (3)                                                          | −12 (10)                                                         | −6.5 (20.3)                                                      | −1.5 (29.3)                                                      | 3.5 (38.3)                                                       | 6.5 (43.7)                                                       | 6.5 (43.7)                                                       | 3.0 (37.4)                                                       | −4 (25)                                                          | −10 (14)                                                         | −15 (5)                                                          | −5.25 (22.55)                                                    |
| Tối thiểu trung bình ngày °C (°F)                                | −23 (−9)                                                         | −21 (−6)                                                         | −17 (1)                                                          | −11 (12)                                                         | −6 (21)                                                          | −2 (28)                                                          | 0.0 (32.0)                                                       | 0.0 (32.0)                                                       | −3.0 (26.6)                                                      | −8 (18)                                                          | −14 (7)                                                          | −20 (−4)                                                         | −10.4 (13.3)                                                     |
| Nguồn: Meteoblue                                                 |                                                                  |                                                                  |                                                                  |                                                                  |                                                                  |                                                                  |                                                                  |                                                                  |                                                                  |                                                                  |                                                                  |                                                                  |                                                                  |